# Gereon Iwański
Gereon Iwański (ur. 20 kwietnia 1931, zm. 11 października 2009 w Warszawie) – polski historyk ruchu robotniczego.

## Życiorys

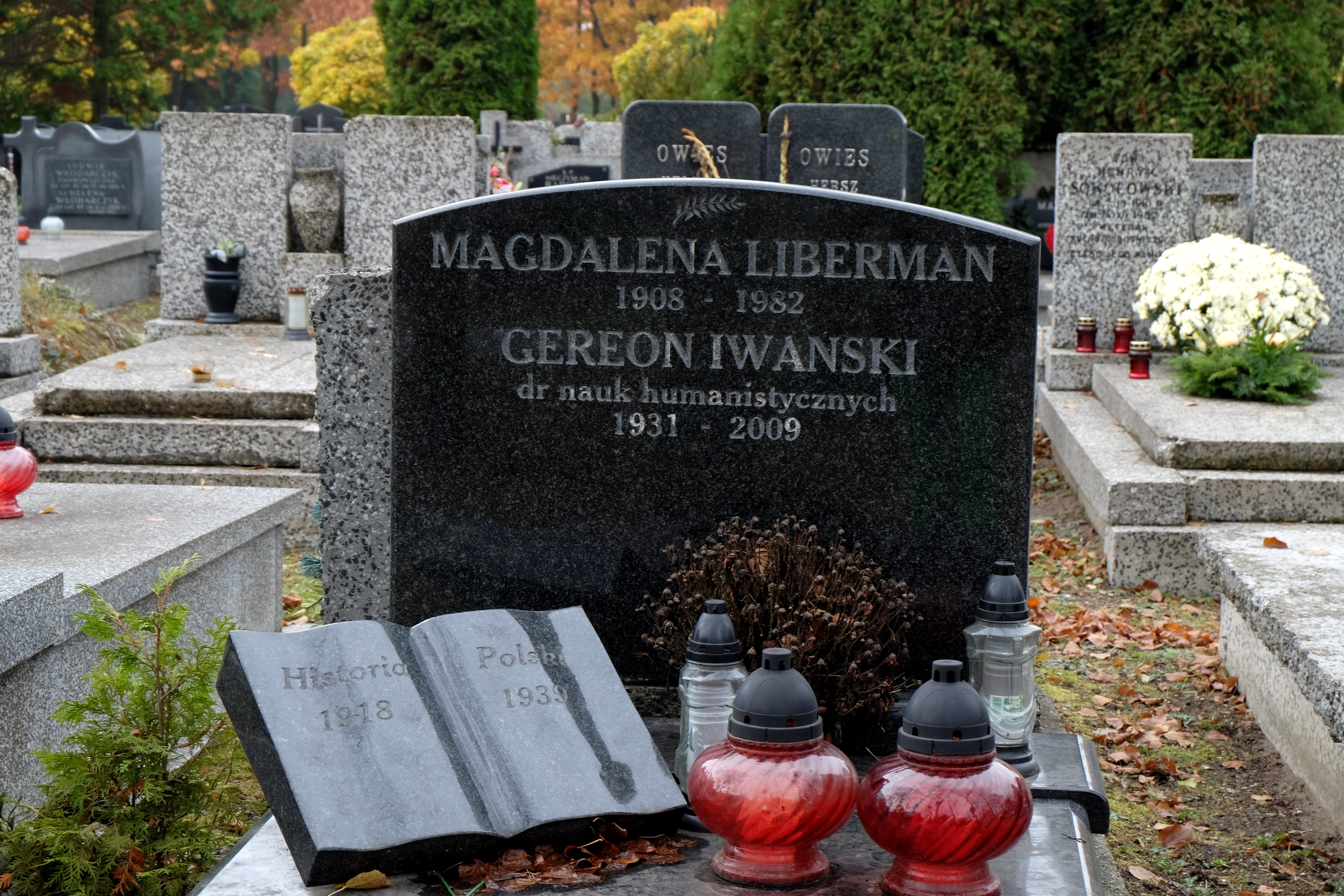
Grób Gereona Iwańskiego na cmentarzu komunalnym Północnym w Warszawie

Rozprawę doktorską pt. Powstanie i działalność Związku Proletariatu Miast i Wsi 1922–1925 obronił 15 kwietnia 1972 w Instytucie Historycznym Uniwersytetu Warszawskiego (promotor: Henryk Jabłoński). Pracował w Zakładzie Historii Partii przy KC PZPR. Po rozwiązaniu Zakładu Historii Partii pracował w Centralnym Archiwum KC PZPR. Autor haseł w Polskim Słowniku Biograficznym i Słowniku biograficznym działaczy polskiego ruchu robotniczego.

## Publikacje
- II Zjazd Komunistycznej Partii Robotniczej Polski: 19 IX - 2 X 1923: protokoły obrad i uchwały przygot. do dr. i wstęp Gereon Iwański, Henryk Malinowski i Franciszka Świetlikowa, Warszawa: „Książka i Wiedza” 1968.
- Powstanie i działalność Związku Proletariatu Miast i Wsi 1922-1925, Warszawa: „Książka i Wiedza” 1974.
- Henryk Lauer, Pisma i przemówienia, oprac. Gereon Iwański, Warszawa: „Książka i Wiedza” 1970.
- Polski ruch robotniczy wobec kwestii agrarnej i chłopskiej 1883-1944, red.Gereon Iwański, Ludomir Smosarski, Warszawa: Książka i Wiedza 1982.
- P.P.S. Wspomnienia z lat 1918-1939, kom. red. Jerzy Cesarski, noty biogr. oprac. Gereon Iwański, przedm. Henryk Jabłoński, Warszawa: „Książka i Wiedza” 1987.

## Nagrody
- Nagroda „Trybuny Ludu” (zespołowa) dla kolegium Archiwum Ruchu Robotniczego (1983)[5]